# Jazzfest Wiesen
Das Jazzfest Wiesen ist ein Jazzfestival in Österreich auf einem Gelände der Marktgemeinde Wiesen im Burgenland.

## Geschichte
Das Jazzfest Wiesen fand erstmals 1976 auf einem Tennisplatz mit 1000 Besuchern statt. Mittlerweile bietet das Festivalgelände Platz für bis zu 8000 Gäste, die bei schlechtem Wetter durch das weiße Zelt geschützt sind, das zum Markenzeichen des Jazzfests geworden ist.
Es werden alle möglichen Jazzstile geboten, von klassischem Jazz bis hin zu modernen Fusion- und Weltmusik-Einflüssen. Durch die über Jahre wachsende Zahl an Gästen stieg der Bekanntheitsgrad, sodass auch weltbekannte internationale Jazzmusiker wie Oscar Peterson, Ella Fitzgerald, Miles Davis oder Lionel Hampton dort auftraten.
Nach einer Absage im Jahr 2016 wegen schleppenden Kartenverkaufs fand das nächste Jazzfest im Juli 2022 mit Billy Cobham, Randy Brecker und Bill Evans statt.